# لوئیس ویلسون
لوئیس ویلسون (انگلیسی: Louis H. Wilson; ۱۱ فوریهٔ ۱۹۲۰ – ۲۱ ژوئن ۲۰۰۵) ژنرال سپاه تفنگداران دریایی ایالات متحده آمریکا بود، که در فاصله سال‌های ۱۹۷۵ تا ۱۹۷۹ به‌عنوان بیست و ششمین فرمانده سپاه تفنگداران دریایی فعالیت می‌کرد.
ویلسون فعالیت نظامی را از سال ۱۹۴۱ در سپاه تفنگداران دریایی آمریکا آغاز کرد، از ۱۹۶۰ تا ۱۹۶۲ فرمانده مدرسه پایه تفنگداران دریایی بود، از ۱۹۶۸ تا ۱۹۷۰ به‌عنوان فرمانده سپاه سوم تفنگداران دریایی فعالیت می‌کرد، از ۱۹۷۰ تا ۱۹۷۱ فرماندهی نیروی اول تفنگداران دریایی اعزامی را برعهده داشت و از ۱۹۷۱ تا ۱۹۷۵ فرمانده نیروی تفنگداران دریایی ناوگان اقیانوس آرام بود. 